# Каждый божий день
Каждый божий день (итал. Tutti i santi giorni) — кинофильм режиссера Паоло Вирдзи.

## Сюжет
Милая сицилийка Антония и импозантный тосканец Гвидо встретились в Риме. Она продает автомобили, он — ночной портье, но по призванию оба они натуры поэтические. Это их сближает. Условия работы — его ночью, ее днем — не позволяют им быть вместе столько, сколько этого хочется обоим. Однако, не только это препятствие мешает им обзавестись детьми, о которых оба мечтают.